# François Faultrier de l’Orme
François Claude Joachim Faultrier de l’Orme, genannt François Faultrier de l’Orme (* 15. August 1760 in Metz; † 7. November 1805 bei Nördlingen) war ein französischer Général de division der Artillerie.

## Leben
Faultrier de l’Orme entstammte einer Offiziersfamilie: sein Vater und sein Großvater dienten in der königlichen Armee, General Simon de Faultrier war sein jüngerer Bruder. Mit siebzehn Jahren trat er 1777 in die Armee ein und diente die erste Zeit im Regiment seines Vaters.
Später meldete er sich freiwillig, um im Amerikanischen Unabhängigkeitskrieg mitzukämpfen; u. a. kämpfte er auf Saint Domingue und auf den Antillen gegen die Briten. Zu Beginn der Revolution kehrte Faultrier de l’Orme wieder nach Frankreich zurück und wurde zur Alpenarmee versetzt.
Als Napoleon 1799 seinen Feldzug nach Ägypten plante, meldete sich Faultrier l’Orme wiederum freiwillig. Unter Führung von Jacques-François Menou kämpfte u. a. tapfer in der Schlacht von Abukir (25. Juli 1799).
Am 14. März 1800 wurde Faultrier de l’Orme zum Général de brigade befördert. Nach einiger Zeit an der Küste wurde er zur Rheinarmee versetzt.
Nach einem Gewaltmarsch nach Bayern erkrankte Faultrier de l’Orme und durch die Erschöpfung bedingt, konnte er sich auch nicht mehr erholen. Er starb im Alter von 45 Jahren am 7. November 1805 in Nördlingen und fand dort auch seine letzte Ruhestätte.

## Ehrungen
- 11. Dezember 1803 Chevalier der Ehrenlegion
- Juni 1804 Commandeur der Ehrenlegion
- Sein Name findet sich am südlichen Pfeiler (21. Spalte) des Triumphbogens am Place Charles-de-Gaulle (Paris).